# Vinijoga
Vinijoga je sustav i pristup vježbanju hatha joge prema tradiciji T. Krishnamacharye, najznačajnijeg suvremenog učitelja joge od kojega potiče niz popularnih škola, te njegovog sina T.K.V. Desikachara. Vinijoga tradiciju posebno ističe individualno osmišljena praksa s visokim stupnjem prilagodbe u programima zbog čega je vrlo česta u terapijskoj primjeni joge. 

## Etimologija
Izraz vinijoga dolazi od sanskrtskih riječi viniyuj (koristiti, primijeniti, činiti) i joga te upućuje na davanje osobitog naglaska na sistematičan i planski pristup praksi prema individualnim karakteristikama i potrebama. Možemo ga prevesti kao "ispravna primjena joge" "odgovarajuća metodologija joge".

## Povijest
Povijest vinijoge je neraskidivo vezana uz život T. Krishnamacharye i njegov osobni razvojni put. Posebno uz drugu fazu u podučavanju kada se preselio u Chennai te jako prosirio lepezu studenata najrazlicitijeg porijekla i interesa. Mnogi od njih su imali zdravstvene probleme te je kroz prilagodljivi pristup jogi i vrlo dobro poznavanje ajurvede uskoro postao popularan kao iscjelitelj. Naziv vinijoga za takav pristup počeo je koristiti njegov sin koji je uz očevu pomoć pokrenuo i danas najznačajniji institut vinijoge, Krishnamacharya Yoga Manidiram. Uz njega stil predvodi najdugovječniji Krishnamachariyin ucenik, S. Ramaswami, a vrlo je popularan i G. Kraftsow, osnivač Americkog vinijoga instituta.  G. Desikachar je vremenom napustio korištenje naziva vinijoga kao protest trendu komercijalizacije joge u vidu različitih brandiranih stilova koji su prvenstveno suvremeni zapadni tržišni proizvod, no termin koji je odavno zaživio gotovo svi drugi učitelji tradicije nastavljaju koristiti.

## Posebnosti
Vinijoga koristi uobičajene hatha joga alate (asana, pranajama, bandha, meditacija isl.), no kao i svaki stil u tome ima određene posebne naglaske i prednosti, a to je u ovom slučaju prije svega individualna pristup i individualno osmišljena praksa. Zbog toga je u vinijogi puno češći rad s jednim učenikom ili manjim grupama nego je to slučaj u drugim stilovima, a mnogi učitelji odabiru i isključivo individualan rad. 
Budući da je pristup individualan praksa se može razlikovati te je moguće pronaći karakteristike različitih stilova. Vježbanje asana tako može biti i dinamično i statično. Ako je dinamično može biti i sekvencijalno (vinjasa) i repetitivno i tome slično. Ipak se, srodno nekim drugim stilovima koji izvor imaju u T. Krishnamacharyi, velika pažnja u većini slučajeva poklanja disanju prilikom vježbanja asana, a napredniji učenici ih često kombiniraju i s bandhama te se u konačnici vježbanje asana pojmi kao ekstenzija vježbi disanja i usmjeravanja prane. 

## Vanjske poveznice
Krishnamacharya Yoga Mandiram
American Viniyoga Institute
Srivatsa Ramaswami  Arhivirana inačica izvorne stranice od 27. kolovoza 2015. (Wayback Machine)
Vinijoga institut Hrvatske  Arhivirana inačica izvorne stranice od 28. rujna 2015. (Wayback Machine)